# Argentina en el Campeonato Sudamericano de Natación de 2014
La Argentina es el anfitrión del Campeonato Sudamericano de Natación de 2014, que se realiza en Mar del Plata, Argentina.
La delegación argentina consiguió un total de 52 medallas entre todos los deportes de este Campeonato, consiguiendo la segunda colocación en el medallero.

## Clavados
| Atleta            | Evento       | Ronda preliminar | Ronda preliminar | Final  | Final    |
| Atleta            | Evento       | Puntos           | Posición         | Puntos | Posición |
| ----------------- | ------------ | ---------------- | ---------------- | ------ | -------- |
| Kevin Caccaviello | 1m Trampolín |                  |                  | 190.15 | 10º      |
| Kevin Caccaviello | 3m Trampolín |                  |                  | 180.40 | 12º      |
| Kevin Caccaviello | Plataforma   |                  |                  | 176.75 | 7º       |

## Natación

### Hombres
| Evento                         | Nadadores                                                        | Preliminar | Preliminar | Final    | Final             |
| Evento                         | Nadadores                                                        | Tiempo     | Posición   | Tiempo   | Posición          |
| ------------------------------ | ---------------------------------------------------------------- | ---------- | ---------- | -------- | ----------------- |
| 50m libres                     | Federico Grabich                                                 | 23.03      | 1 Q        | 22.78    | Medalla de oro    |
| 50m libres                     | Matias Aguilera                                                  | 23.53      | 6 Q        | 23.25    | 5º                |
| 100 m libres                   | Federico Grabich                                                 | 50.73      | 3 Q        | 49.29    | Medalla de oro    |
| 100 m libres                   | Matias Aguilera                                                  | 50.79      | 4 Q        | 50.49    | 4º                |
| 200 m libres                   | Federico Grabich                                                 | 1:53.19    | 3 Q        | 1:49.13  | Medalla de plata  |
| 200 m libres                   | Guido Buscaglia                                                  | 1:53.25    | 4 Q        | 1:52.88  | 5º                |
| 400 m libres                   | Juan Pereyra                                                     | 4:08.74    | 2 Q        | 3:56.00  | Medalla de bronce |
| 400 m libres                   | Martin Naidich                                                   | 4:12.41    | 5 Q        | 3:52.70  | Medalla de plata  |
| 800 m libres                   | Juan Pereyra                                                     |            |            | 8:05.97  | 4º                |
| 800 m libres                   | Martin Naidich                                                   |            |            | 7:58.70  | Medalla de plata  |
| 1500 m libres                  | Juan Pereyra                                                     |            |            | 15:40.73 | 4º                |
| 1500 m libres                  | Martin Naidich                                                   |            |            | 15:31.07 | Medalla de bronce |
| 50m pecho                      | Facundo Miguelena                                                | 28.30      | 1 Q        | 28.59    | Medalla de bronce |
| 50m pecho                      | Rodrigo Frutos                                                   | 29.67      | 7 Q        | 29.48    | 7º                |
| 100 m pecho                    | Facundo Miguelena                                                | 1:03.84    | 5 Q        | 1:02.41  | Medalla de bronce |
| 100 m pecho                    | Gabriel Morelli                                                  | 1:05.37    | 6 Q        | 1:05.23  | 6º                |
| 200 m pecho                    | Facundo Miguelena                                                |            |            | 2:17.96  | 4º                |
| 200 m pecho                    | Rodrigo Frutos                                                   |            |            | 2:18.64  | 5º                |
| 50m espalda                    | Federico Grabich                                                 | 26.31      | 1 Q        | 25.81    | Medalla de bronce |
| 50m espalda                    | Mauro García                                                     | 27.44      | 5 Q        | 27.48    | 5º                |
| 100 m espalda                  | Federico Grabich                                                 | 57.95      | 3 Q        | 55.15    | Medalla de oro    |
| 100 m espalda                  | Mauro García                                                     | 57.94      | 2 Q        | 57.94    | 5º                |
| 200 m espalda                  | Valentín Vargas                                                  | 2:09.22    | 4 Q        | 2:06.02  | 4º                |
| 200 m espalda                  | Esteban Paz                                                      | 2:13.92    | 7 Q        | 2:13.02  | 6º                |
| 50m mariposa                   | Marcos Barale                                                    | 24.63      | 3 Q        | 24.49    | Medalla de bronce |
| 50m mariposa                   | Juan Gutiérrez                                                   | 25.07      | 8 Q        | 24.97    | 7º                |
| 100 m mariposa                 | Marcos Barale                                                    | 53.82      | 1 Q        | 54.28    | 6º                |
| 100 m mariposa                 | Juan Gutiérrez                                                   | 54.70      | 5 Q        | 54.67    | 7º                |
| 200 m combinado cuatro estilos | Guido Buscaglia                                                  | 2:10.28    | 5 Q        | 2:08.82  | 4º                |
| 200 m combinado cuatro estilos | Mauro García                                                     | 2:12.96    | 7 Q        | 2:08.84  | 5º                |
| 400 m combinado cuatro estilos | Esteban Paz                                                      |            |            | 4:27.64  | Medalla de plata  |
| 4 x 100 metros libres          | Matias Aguilera Guido Buscaglia Joaquín Belza Federico Grabich   |            |            | 3:19.77  | Medalla de oro    |
| 4x200 metros libres            | Guido Buscaglia Martin Naidich Juan Pereyra Federico Grabich     |            |            | 7:25.16  | Medalla de oro    |
| 4x200 metros combinado         | Federico Grabich Facundo Miguelena Marcos Barale Matias Aguilera |            |            | 3:40.18  | Medalla de plata  |

### Mujeres
| Evento                         | Nadadoras                                                    | Preliminar | Preliminar | Final    | Final             |
| Evento                         | Nadadoras                                                    | Tiempo     | Posición   | Tiempo   | Posición          |
| ------------------------------ | ------------------------------------------------------------ | ---------- | ---------- | -------- | ----------------- |
| 50m libres                     | Aixa Triay                                                   | 26.59      | 3 Q        | 26.42    | Medalla de bronce |
| 50m libres                     | Maria Belén Díaz                                             | 26.74      | 4 Q        | 26.82    | 4º                |
| 100 m libres                   | Aixa Triay                                                   | 58.61      | 3 Q        | 57.22    | Medalla de bronce |
| 100 m libres                   | Maria Belén Díaz                                             | 59.94      | 8 Q        | 58.10    | 4º                |
| 200 m libres                   | Florencia Panzini                                            | 2:08.92    | 5 Q        | 2:08.42  | 6º                |
| 200 m libres                   | Julia Arino                                                  | 2:09.75    | 7 Q        | 2:06.76  | 5º                |
| 400 m libres                   | Cecilia Biagioli                                             | 4:23.31    | 2 Q        | 4:14.41  | Medalla de bronce |
| 400 m libres                   | Julia Arino                                                  | 4:26.72    | 7 Q        | 4:26.09  | 7º                |
| 800 m libres                   | Cecilia Biagioli                                             |            |            | 8:38.67  | Medalla de bronce |
| 800 m libres                   | Julia Arino                                                  |            |            | 8:59.67  | 5º                |
| 1500 m libres                  | Cecilia Biagioli                                             |            |            | 16:35.55 | Medalla de bronce |
| 1500 m libres                  | Julia Arino                                                  |            |            | 17:12.95 | 6º                |
| 50m pecho                      | Macarena Ceballos                                            | 32.20      | 1 Q        | 32.37    | Medalla de plata  |
| 50m pecho                      | Julia Sebastián                                              | 32.23      | 2 Q        | 31.82    | Medalla de oro    |
| 100 m pecho                    | Macarena Ceballos                                            | 1:11.46    | 2 Q        | 1:09.83  | Medalla de oro    |
| 100 m pecho                    | Julia Sebastián                                              | 1:11.27    | 1 Q        | 1:09.87  | Medalla de plata  |
| 200 m pecho                    | Macarena Ceballos                                            | 2:37.09    | 2 Q        | 2:36.09  | Medalla de plata  |
| 200 m pecho                    | Julia Sebastián                                              | 2:36.72    | 1 Q        | 2:28.25  | Medalla de oro    |
| 50m espalda                    | Andrea Berrino                                               | 29.69      | 1 Q        | 29.57    | Medalla de plata  |
| 50m espalda                    | Cecilia Bertoncello                                          | 29.87      | 2 Q        | 29.81    | 4º                |
| 100 m espalda                  | Andrea Berrino                                               | 1:05.77    | 2 Q        | 1:03.33  | Medalla de bronce |
| 100 m espalda                  | Florencia Perotti                                            | 1:06.13    | 3 Q        | 1:05.39  | 4º                |
| 200 m espalda                  | Andrea Berrino                                               |            |            | 2:13.93  | Medalla de oro    |
| 200 m espalda                  | Florencia Perotti                                            |            |            | 2:16.67  | Medalla de plata  |
| 50m mariposa                   | Maria Belén Díaz                                             | 27.73      | 3 Q        | 27.60    | Medalla de bronce |
| 50m mariposa                   | Cecilia Bertoncello                                          | 27.92      | 4 Q        | 28.15    | 4º                |
| 100 m mariposa                 | Maria Belén Díaz                                             | 1:02.40    | 3 Q        | 1:01.39  | Medalla de bronce |
| 100 m mariposa                 | Manuela Morano                                               | 1:04.59    | 7 Q        | 1:04.74  | 7º                |
| 200 m mariposa                 | Virginia Bardach                                             | 2:22.65    | 4 Q        | 2:15.25  | Medalla de oro    |
| 200 m mariposa                 | Florencia Colombo                                            | 2:23.85    | 8 Q        | 2:24.67  | 7º                |
| 200 m combinado cuatro estilos | Florencia Perotti                                            | 2:23.39    | 2 Q        | 2:18.30  | Medalla de plata  |
| 200 m combinado cuatro estilos | Virginia Bardach                                             | 2:23.59    | 3 Q        | 2:15.56  | Medalla de oro    |
| 400 m combinado cuatro estilos | Florencia Perotti                                            |            |            | 4:48.88  | Medalla de bronce |
| 400 m combinado cuatro estilos | Virginia Bardach                                             |            |            | 4:46.62  | Medalla de oro    |
| 4 x 100 metros libres          | Aixa Triay Andrea Berrino Maria Belén Díaz Cecilia Biagioli  |            |            | 3:51.92  | Medalla de plata  |
| 4x200 metros libres            | Andrea Berrino Virginia Bardach Julia Arino Cecilia Biagioli |            |            | 8:21.37  | Medalla de plata  |
| 4x200 metros combinado         | Andrea Berrino Julia Sebastián Maria Belén Díaz Aixa Triay   |            |            | 4:10.68  | Medalla de plata  |

### Mixto
| Evento                 | Nadadores                                                     | Preliminar | Preliminar | Final   | Final            |
| Evento                 | Nadadores                                                     | Tiempo     | Posición   | Tiempo  | Posición         |
| ---------------------- | ------------------------------------------------------------- | ---------- | ---------- | ------- | ---------------- |
| 4x200 metros libres    | Matias Aguilera Maria Belén Díaz Aixa Triay Federico Grabich  |            |            | 3:33.25 | Medalla de plata |
| 4x200 metros combinado | Andrea Berrino Julia Sebastián Marcos Barale Federico Grabich |            |            | 3:54.76 | Medalla de plata |

## Natación en aguas abiertas
| Evento         | Nadadores           | Tiempo     | Posición          |
| -------------- | ------------------- | ---------- | ----------------- |
| 5 km masculino | Joaquín Moreno      | 1:07:12.15 | Medalla de bronce |
| 5 km masculino | Aquiles Balaudo     | 1:08:04.23 | 5.º               |
| 5 km femenino  | Stephanie Romero    | 1:17:41.66 | 5.º               |
| 5 km femenino  | Romina Inwinkelried | 1:17:53.29 | 7.º               |

| Evento          | Nadadores           | Posición         |
| --------------- | ------------------- | ---------------- |
| 5 km masculino  | Guillermo Bértola   | 4.º              |
| 5 km masculino  | Martín Carrizo      | 9.º              |
| 5 km masculino  | Aquiles Balaudo     | 16.º             |
| 5 km masculino  | Joaquín Moreno      | No comenzó       |
| 10 km masculino | Cecilia Biagioli    | Medalla de plata |
| 10 km masculino | Julia Arino         | 6.º              |
| 10 km masculino | Romina Inwinkelried | 15.º             |

### Mixto
| Evento             | Nadadores                                         | Tiempo   | Posición       |
| ------------------ | ------------------------------------------------- | -------- | -------------- |
| Por equipos (3 km) | Guillermo Bertola Martín Carrizo Cecilia Biagioli | 33:19.94 | Medalla de oro |

## Nado sincronizado
| Nadadoras | Evento                 | Rutina técnica | Rutina técnica | Rutina libre (Final) | Rutina libre (Final) | Rutina libre (Final) | Rutina libre (Final) |
| Nadadoras | Evento                 | Puntos         | Posición       | Puntos               | Posición             | Puntos totales       | Posición             |
| --- | ---------------------- | -------------- | -------------- | -------------------- | -------------------- | -------------------- | -------------------- |
| Etel Sánchez | Solo                   | 78.8449        | 2º             | 80.8951              | 2º                   | 159.7400             | Medalla de plata     |
| Etel Sánchez Sofia Sánchez | Duetos                 | 79.8837        | 2º             | 81.8363              | 2º                   | 161.7200             | Medalla de plata     |
| Camila Arregui Lucia Diaz Sofia Ferrer Ana Victoria Fernández Brenda Moller Etel Sánchez Sofia Sánchez Lucina Simon                             | Equipos                | 78.5425        | 2º             | 81.8333              | 2º                   | 160.3758             | Medalla de plata     |
| Camila Arregui Sofia Boasso Lucia Diaz Sofia Eliceche Ana Victoria Fernandez Sofia Ferrer Brenda Moller Etel Sánchez Sofia Sánchez Lucina Simon | Rutina libre combinada |                |                | 80.3333              |                      |                      | Medalla de plata     |

## Waterpolo

### Hombres
| Jugadores | Evento           | Fase de grupos     | Fase de grupos   | Fase de grupos  | Semifinales       | Final           | Posición         |
| Jugadores | Evento           | Partido 1          | Partido 2        | Partido 3       | Semifinales       | Final           | Posición         |
| Jugadores | Evento           | Rival Resultado    | Rival Resultado  | Rival Resultado | Rival Resultado   | Rival Resultado | Posición         |
| --- | ---------------- | ------------------ | ---------------- | --------------- | ----------------- | --------------- | ---------------- |
| Hernán Mazzini Diego Malnero Emanuel López Ramiro Veich Iván Carabantes Tomás Galimberti Franco Demarchi Ignacio Echenique Ramiro Gil Julián Daszczyk Juan Pablo Montane Germán Yáñez Andrés Monutti | Torneo masculino | Venezuela G 18 - 5 | Ecuador G 12 - 3 | Chile G 31 - 2  | Colombia G 11 - 9 | Brasil P 6 - 14 | Medalla de plata |

### Mujeres
| Jugadores | Evento          | Fase de grupos    | Fase de grupos  | Fase de grupos  | Fase de grupos   | Semifinales         | Final / 3º-4º   | Posición          |
| Jugadores | Evento          | Partido 1         | Partido 2       | Partido 3       | Partido 4        | Semifinales         | Final / 3º-4º   | Posición          |
| Jugadores | Evento          | Rival Resultado   | Rival Resultado | Rival Resultado | Rival Resultado  | Rival Resultado     | Rival Resultado | Posición          |
| --- | --------------- | ----------------- | --------------- | --------------- | ---------------- | ------------------- | --------------- | ----------------- |
| Tatiana Cantón Verónica Grieco Camila Bertaina Carla Comba Laura Font Dana Gerchcovsky Gina Gerchcovsky Cora Masip Lourdes Ribó Florencia Rinaldi Agustina Todoroff Mariela de Virgilio Rocío de Virgilio | Torneo femenino | Venezuela G 3 - 2 | Brasil P 7 - 12 | Chile G 25 - 2  | Uruguay G 20 - 7 | Venezuela P 10 - 11 | Chile G 16 - 4  | Medalla de bronce |

- G: Partido ganado
- E: Partido empatado
- P: Partido perdido